# 朱拜勒区
34°07′25″N 35°39′04″E / 34.12361°N 35.65111°E

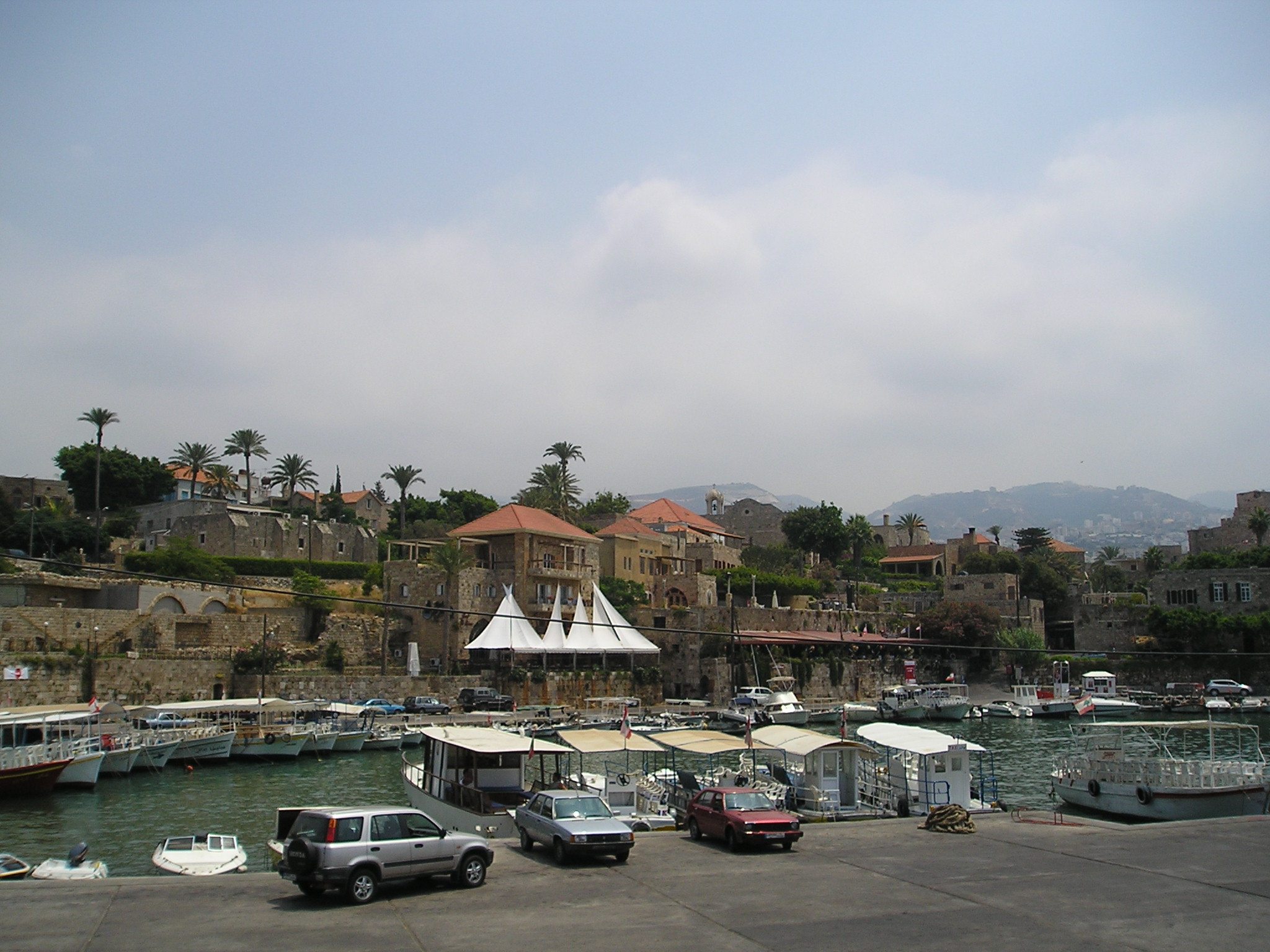
吉貝爾

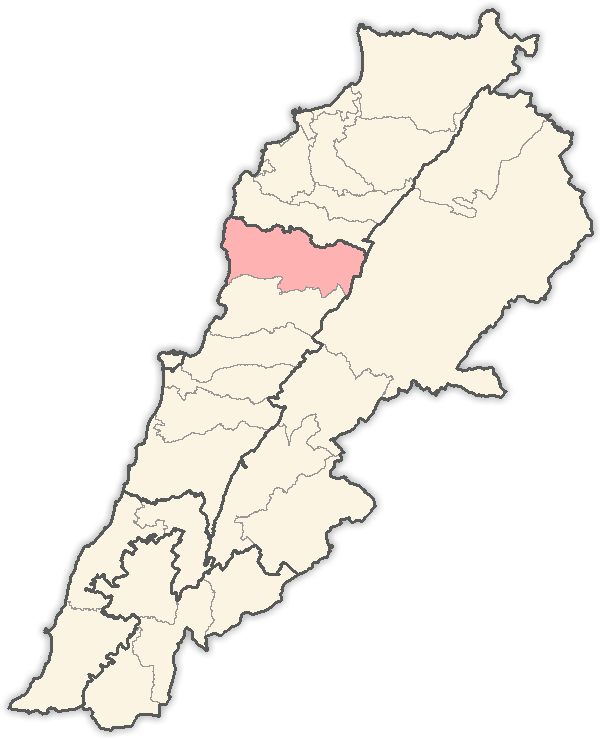

朱拜勒區（阿拉伯语：قضاء جبيل），是黎巴嫩凯塞尔旺-朱拜勒省的區份，位於該國西部，首府朱拜勒，面積430平方公里，2008年人口62,500，人口密度每平方公里145人。